# 二線三星
二線三星。為中華民國警察職務階级之一，中階警察幹部，佩階二線三星，官等列「警佐一階至警正二階」，同一般公務員委任第五職等至薦任第八職等。官等相當於軍職中尉至中校軍階。上级為二線四星，下級為二線二星（第七序列）。

二線三星（第六序列）職務階級識別章

## 概要
經公務人員特種考試（一般）警察人員考試考試及格，並經中央警察大學畢業或訓練合格，依法任職。

## 主要職稱
- 警政署本部
  - 警務正
- 中央警察大學
  - 中隊長、訓導、組員
- 警政署所屬機關
  - 台灣警察專科學校：副大隊長、組長、組員
  - 港警總隊：科長、隊長
  - 航警局：股長、隊長、分局主任、警務正、督察員
  - 國道警局：公路警察副大隊長、股長、警務正、督察員
  - 保警總隊：維安特勤副隊長、副大隊長、警務正、督察員
  - 鐵路警局：副大隊長、副分局長、警務正、督察員
- 刑事警察單位
  - 刑事局：隊長、副隊長、股長、警務正、偵查正、督察員
  - 國道警局：刑警大隊偵查隊長
  - 直轄市：刑警大隊偵查隊長、分局偵查隊長
- 地方警察局本部
  - 直轄市：股長、警務正、督察員
  - 縣市：局員、秘書
- 地方警察局所屬機關、警察分局所屬機關
  - 直轄市：副隊長、組長
  - 縣市：副分局長、副大隊長、副隊長

連江縣警察局：警察所副所長

## 相等職級
- 內政部消防署 二線三星「警正二階」

- 海洋委員會海巡署艦隊分署「警正三階至二階」

中華民國內政部消防署：主任（大隊）、技正（大隊）、督查員、股長

中華民國海洋委員會海巡署艦隊分署：艦長(一千頓以下巡防艦)、專員、組主任

- 法務部矯正署 二線三星  薦任第六職等至第八職等

中華民國法務部矯正署：專員兼股長
教誨師兼股長

- 警視（日本警察）
- 警司（大英國協警察及香港警察）